# Batroun (district)
Batroun is een district in het gouvernement Noord in Libanon. De hoofdstad is de gelijknamige stad Batroun.
Batroun heeft een oppervlakte van 287 vierkante kilometer en een bevolkingsaantal van 35.000.